# Statue de Napoléon Empereur Romain, Fontaine des 4 lions

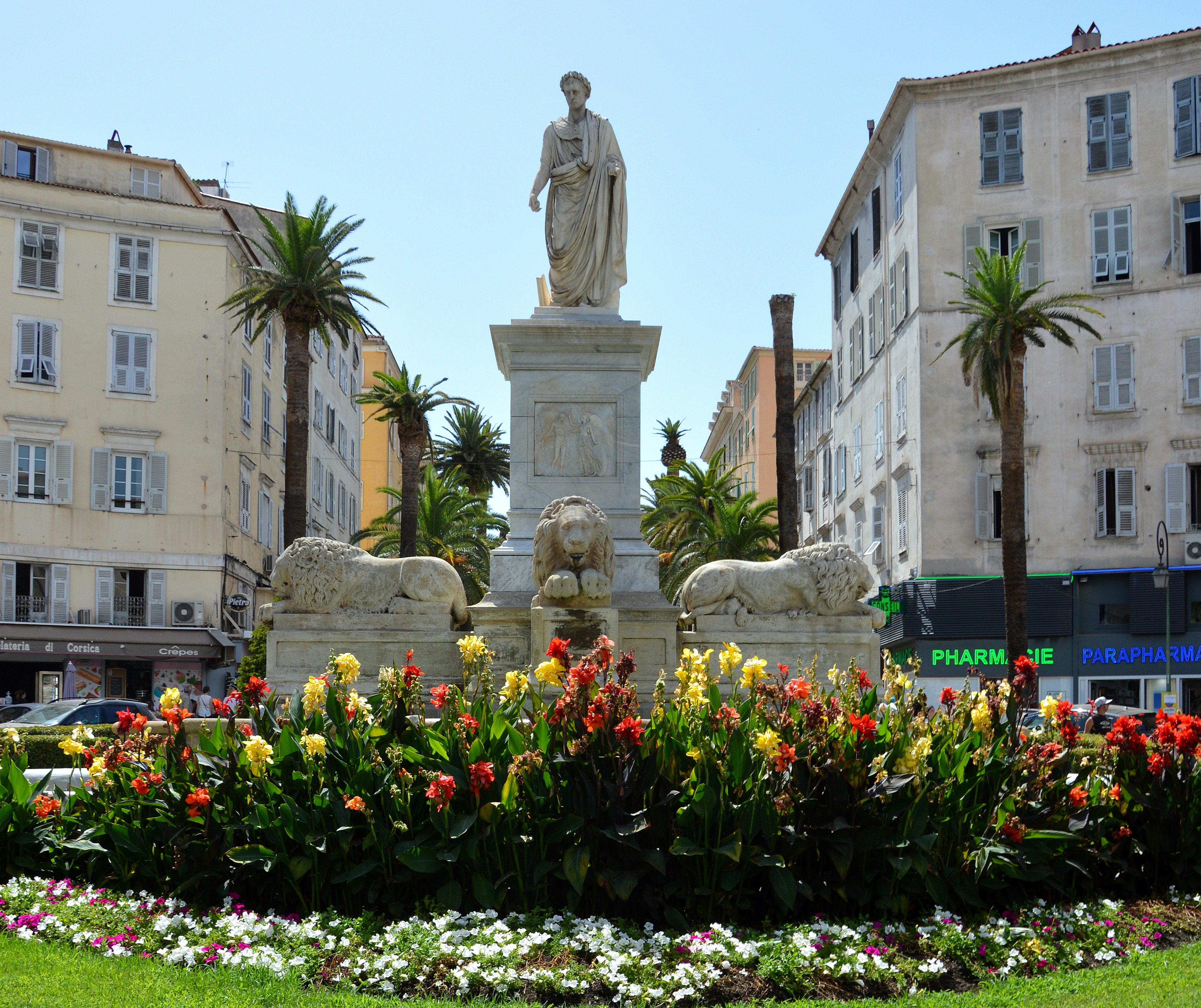
Statue de Napoléon Empereur Romain, Fontaine des 4 lions

Die Statue de Napoléon Empereur Romain, Fontaine des 4 lions ist ein Denkmal für Napoleon Bonaparte in Ajaccio, der Hauptstadt der Insel Korsika.
Es befindet sich in der Altstadt von Ajaccio, an der Westseite des Place Foch.

## Gestaltung und Geschichte

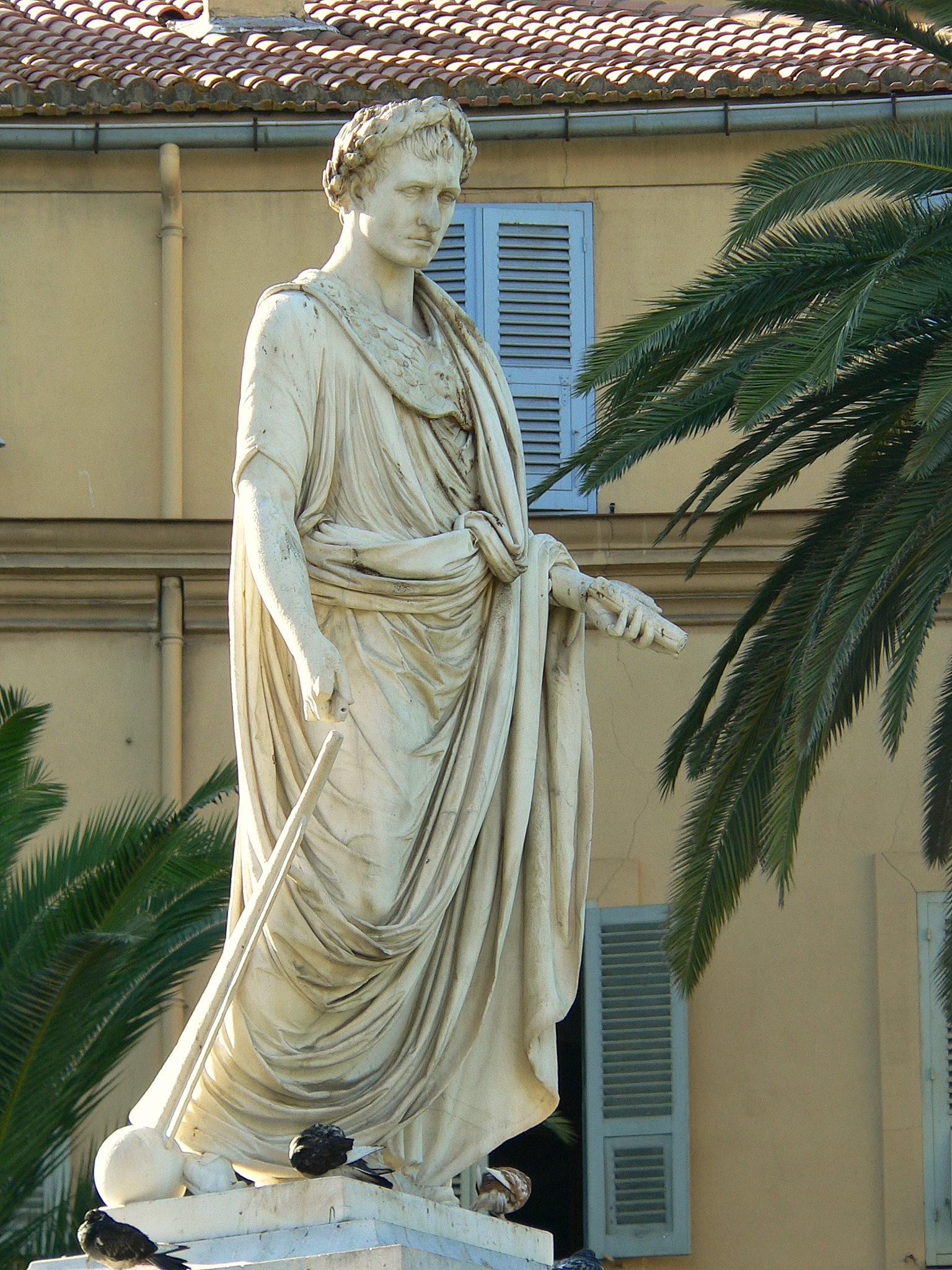
Statue

Die Napoleonstatue wurde ab 1804 zu Lebzeiten des Kaisers von Francesco Massimiliano Labourer geschaffen. Sie zeigt Napoleon als Ersten Konsul. Die seit 1801 geplante Statue ging auf einen Wunsch des französischen Botschafters in Rom, François Cacault zurück, der sich auch als Sammler und Mäzen betätigte. Die 1806 fertiggestellte Statue stieß jedoch auf wenig Interesse bei Napoleon. Der Halbonkel Napoleons, Kardinal Joseph Fesch erwarb daraufhin die Statue. Nach Feschs Tod 1839 ging die Statue gemäß dessen testamentarischer Regelung in das Eigentum der Stadt Ajaccio über. Der Stadtarchitekt Jérôme Maglioli, mit einer angemessene Aufstellung der Statue beauftragt, entwarf den von vier Löwen gezierten Brunnen, in dessen Mitte sich die Statue auf einem hohen Sockel erhebt. Der Blick Napoleons ist dabei in Richtung Osten zum Hafen gewandt.
Der Sockel ist mit vier Reliefs verziert. Das an der Frontseite zeigt den Kaiser gekrönt durch die römische Siegesgöttin Victoria.
Die Einweihung erfolgte am 5. Mai 1850, dem 29. Todestag Napoleons.